# 徐彬 (艺人)
徐彬（1989年2月19日—），男，福建福州人，新加坡影视演员及歌手，为新传媒八公子之一。

## 个人背景

### 婚姻
2017年10月9日，徐彬在社交媒体上宣布“我要结婚了！”。隔日在记者会上宣布将与相恋多年的女友，王仪菲於11月3日在新加坡举行婚礼。同时也提到除了新加坡的婚礼外，也会分别于2018年1月13日在家乡中国福建、1月28日在女方的家乡武汉再办婚礼。2018年7月10日，徐彬宣布妻子已產下一子，同時表示兒子是早產兒，提早了20天出生，名為徐沐凡，乳名為多樂。2021年3月12日，徐彬在社交媒體突然宣布再度當爸的消息，妻子產下一女，Elyse。

## 演艺生涯
徐彬出生于中国福建省福州市，后到新加坡求学。17岁时，他渐渐开始喜欢娱乐圈，并代表辅廉中学参加新加坡歌唱比赛校园SuperStar，观众和评审都对他英俊的脸孔留下深刻的印象，因此让他顺利打入20强。

### 2012年：出道、首部電影《那個夏天》、電視劇《我們等你》
从淡马锡理工学院毕业后，徐彬重新进入娱乐圈，参与由资深导演林坤辉和许振荣制作的电影《那个夏天》而开启了演艺之路。在《我们等你》播出后得到热烈回响，而徐彬的人气指数也随之着上升。

### 2013年至2014年：榮獲最喜愛男角色、首座十大最受欢迎男艺人
2013年，徐彬凭借电视剧《我们等你》获得第19屆红星大奖2013最喜爱男角色的獎項。同年，主演電視劇《小小传奇》飾演杨元帅，為兩大男主角之一。
2014年，徐彬凭借电视剧《小小传奇》與陈欣淇入围第20屆红星大奖2014最喜爱银幕情侣，以及榮獲首座十大最受欢迎男艺人的獎項。同年，他成为新加坡索尼手机的代言人。

### 2015年至2017年：发布首部单曲《几分之几》、再度榮獲最喜爱男角色
2015年，出演8频道電視劇《你也可以是天使》飾演傅家任。同年2月14日，徐彬在午言媒体 （页面存档备份，存于）发行了他的第一首单曲“几分之几”。同年，第21屆红星大奖2015再度榮獲十大最受欢迎男艺人的獎項。
2016年，第22届红星大奖2016荣获最喜爱男角色獎項，为该奖项的末代得主。在《你也可以是天使》里飾演傅家任，受到观众喜爱，以及榮獲第三座十大最受欢迎男艺人獎項。
2017年，第23届红星大奖2017提名十大最受欢迎男艺人獎項。

### 2018年至2020年：出演电视剧《入侵者》、《我的女侠罗明依》
2018年3月11日，徐彬出演8频道重头剧《入侵者》。
2019年，以电视剧《入侵者》入围第25届红星大奖2019最佳男配角。
2020年，主演新加坡古装穿越电视剧《我的女侠罗明依》，飾演李时珍/李济世。

### 2021年至2022年：主演电视剧《過江新娘》、电视电影《过江新娘-你好，梅芳草》
2021年，出演電視劇《過江新娘》飾演钟世杰，并擔任男主角。此剧與黄暄婷领衔主演，好评如潮，并红到了中国。此外，与黄暄婷为《过江新娘》的插曲《易碎品》拍摄音乐录影带(MV)。同年12月，开拍电视电影《过江新娘-你好，梅芳草》。
2022年2月1日，大年初一于新传媒8频道首播电视电影《过江新娘-你好，梅芳草》。同年，并以電視劇《過江新娘》入圍第27屆紅星大獎2022最佳男主角獎，为首次入围。
2022年2月18日，新传媒8频道首播电视剧《哇到宝》，此剧与刘怡伶、陈汉玮领衔主演。此剧为续《很久以后的未来》后再度与美心合作。
2022年4月24日，第27屆紅星大獎2022的MyPick!奖项中，以電視劇《過江新娘》获奖最吸睛男角色，以及最强CP与黄暄婷。相隔六年，再度荣获第四座十大最受欢迎男艺人獎項，在专业奖项中提名最佳男主角獎。同年4月27日，在2022纽约电视电影节，电视剧《很久以后的未来》饰演张震东一角，夺下“最佳男演员”银奖。

## 影视作品

### 电影
| 首播 | 剧名                  | 角色   | 备注 |
| 2012 | 那个夏天              |        |      |
| 2022 | 过江新娘-你好，梅芳草 | 钟世杰 |      |

### 電視劇（新傳媒）
| 首播 | 劇名            | 角色             | 性质           |
| 2012 | 我们等你        | 钟俊良           | 男配角         |
| 2012 | 微笑正义        | 小黑             | 特别客串       |
| 2012 | 对对碰          | Tony             | 男配角         |
| 2013 | 阿兵正传        | 秦胜             | 男配角         |
| 2013 | 小小传奇        | 杨元帅           | 两大男主角之一 |
| 2014 | 我们一定行！    | 李毅             | 两大男主角之一 |
| 2014 | 球在你脚下      | 廖焕聪           | 男配角         |
| 2014 | 幸福料理        | Simon            | 三大男主角之一 |
| 2014 | 逆潮            | 郭精诚           | 男配角         |
| 2014 | 118             | 洪顺水           | 众男主角之一   |
| 2014 | 118             | 年轻洪达明       | 特别主演       |
| 2015 | 你也可以是天使  | 傅家任           | 男配角         |
| 2015 | 吉人天相        | 黄家全           | 特别主演       |
| 2015 | 起飞            | 少年江楚帆       | 特别主演       |
| 2016 | 復仇女王        | 张明辉           | 两大男主角之一 |
| 2016 | 你也可以是天使2 | 傅家任           | 男配角         |
| 2016 | 118 II          | 洪顺水           | 五大男主角之一 |
| 2018 | 118大团圆       | 洪顺水           | 客串           |
| 2018 | 入侵者          | 李子建           | 第二男主角     |
| 2018 | 梦行者          | 郭狄伦           | 第一男主角     |
| 2019 | 下一站，遇见    | 赵一阳           | 两大男主角之一 |
| 2019 | 老友万岁        | 尤庆刚           | 第一男主角     |
| 2020 | 我的女侠罗明依  | 李时珍/李济世    | 两大男主角之一 |
| 2021 | 过江新娘        | 钟世杰           | 第一男主角     |
| 2021 | 很久以后的未来  | 张震东           | 第一男主角     |
| 2021 | 邻里帮          | 范杰明           | 特别客串       |
| 2022 | 哇到宝          | 马德明           | 第一男主角     |
| 2022 | 遇见你，真香    | 沈明星 (Martius) | 第一男主角     |
| 2024 | 谁杀了她        | 林国光           |                |
| 2024 | 再见明天        | 张凯义           |                |

### 音乐录影带(MV)
| 年份 | 歌手   | 歌曲   | 备注                                   |
| 2021 | 石康鈞 | 易碎品 | 与黄暄婷，新传媒电视剧《过江新娘》插曲 |

## 音樂作品

### 單曲
- 《全因为你》
- 《几分之几》
- 《陪在你身边》
- 《情非得已》
- 《号角响起》
- 《和你的天气总是那么好》

## 出演节目

### 电视节目
| 年份 | 节目名称    | 备注 |
| ---- | ----------- | ---- |
| 2021 | 权听你说 S2 |      |
| 2022 | 阿顺有煮意  |      |

## 奖项纪录

### 演技奖项
| 年份 | 頒獎典禮            | 奖项            | 剧集           | 角色   | 結果 |
| ---- | ------------------- | --------------- | -------------- | ------ | ---- |
| 2019 | 第25届 红星大奖2019 | 最佳男配角      | 入侵者         | 李子健 | 提名 |
| 2022 | 第27届 红星大奖2022 | 最佳男主角      | 过江新娘       | 钟世杰 | 提名 |
| 2022 | 2022纽约电视电影节  | 最佳男演员 银奖 | 很久以后的未来 | 张震东 | 獲獎 |
| 2025 | 第30届 红星大奖2025 | 最佳男配角      | 谁杀了她       | 林国光 | 提名 |

### 网络奖项
| 年份 | 頒獎典禮            | 奖项           | 剧集           | 角色           | 結果 | 备注     |
| ---- | ------------------- | -------------- | -------------- | -------------- | ---- | -------- |
| 2013 | 第19届 红星大奖2013 | 最喜爱男角色   | 我們等你       | 钟俊良         | 獲獎 |          |
| 2014 | 第20届 红星大奖2014 | 最喜爱男角色   | 小小传奇       | Oscar杨元帅    | 提名 |          |
| 2014 | 第20届 红星大奖2014 | 最喜爱银幕情侣 | 小小传奇       | Oscar杨元帅    | 提名 | 與陈欣淇 |
| 2014 | 第20届 红星大奖2014 | 最佳开心果奖   | 阿兵新传       | 秦胜           | 獲獎 |          |
| 2015 | 第21届 红星大奖2015 | 最喜爱男角色   | 逆潮           | 郭精诚         | 提名 |          |
| 2016 | 第22届 红星大奖2016 | 最喜爱男角色   | 你也可以是天使 | 傅家任         | 獲獎 |          |
| 2022 | 第27届 红星大奖2022 | 最吸睛男角色   | 过江新娘       | 钟世杰         | 獲獎 |          |
| 2022 | 第27届 红星大奖2022 | 最强CP         | 过江新娘       | 钟世杰         | 獲獎 | 與黄暄婷 |
| 2023 | 第28届 红星大奖2023 | 最强CP         | 遇见你，真香   | 沈明星 Martius | 獲獎 | 與黄暄婷 |
| 2023 | 第28届 红星大奖2023 | 最强CP         | 哇到宝         | 马德明         | 提名 | 與刘怡伶 |

### 人气奖项
| 年份 | 頒獎典禮            | 奖项               | 結果 | 备注                     |
| ---- | ------------------- | ------------------ | ---- | ------------------------ |
| 2014 | 第20届 红星大奖2014 | 十大最受欢迎男艺人 | 獲獎 |                          |
| 2015 | 第21届 红星大奖2015 | 十大最受欢迎男艺人 | 獲獎 |                          |
| 2016 | 第22届 红星大奖2016 | 十大最受欢迎男艺人 | 獲獎 |                          |
| 2017 | 第23届 红星大奖2017 | 十大最受欢迎男艺人 | 提名 | 入围二十大最受欢迎男艺人 |
| 2021 | 第26届 红星大奖2021 | 十大最受欢迎男艺人 | 提名 | 入围三十大最受欢迎男艺人 |
| 2022 | 第27届 红星大奖2022 | 十大最受欢迎男艺人 | 獲獎 |                          |
| 2023 | 第28届 红星大奖2023 | 十大最受欢迎男艺人 | 獲獎 |                          |
| 2025 | 第30届 红星大奖2025 | 十大最受欢迎男艺人 | 獲獎 |                          |